# Klaus Richtzenhain
Klaus Richtzenhain (Berlín, 1 de noviembre de 1934-6 de marzo de 2025) fue un atleta alemán, especializado en la prueba de 1500 m en la que llegó a ser subcampeón olímpico en 1956.

## Carrera deportiva
En los JJ. OO. de Melbourne 1956 ganó la medalla de plata en los 1500 metros, con un tiempo de 3:42.0 segundos, tras el irlandés Ron Delany que con 3.41.2 segundos batió el récord olímpico, y por delante del australiano John Landy.